# Peloponnészosz
A Peloponnészoszi-félsziget, vagy röviden Peloponnészosz (görögül Πελοπόννησος) nagy félsziget a Balkán-félsziget déli csúcsán, a Földközi-tengerbe nyúlva, a Korinthoszi-öböltől délre. Teljes egészében Görögországhoz tartozik.

## Földrajza

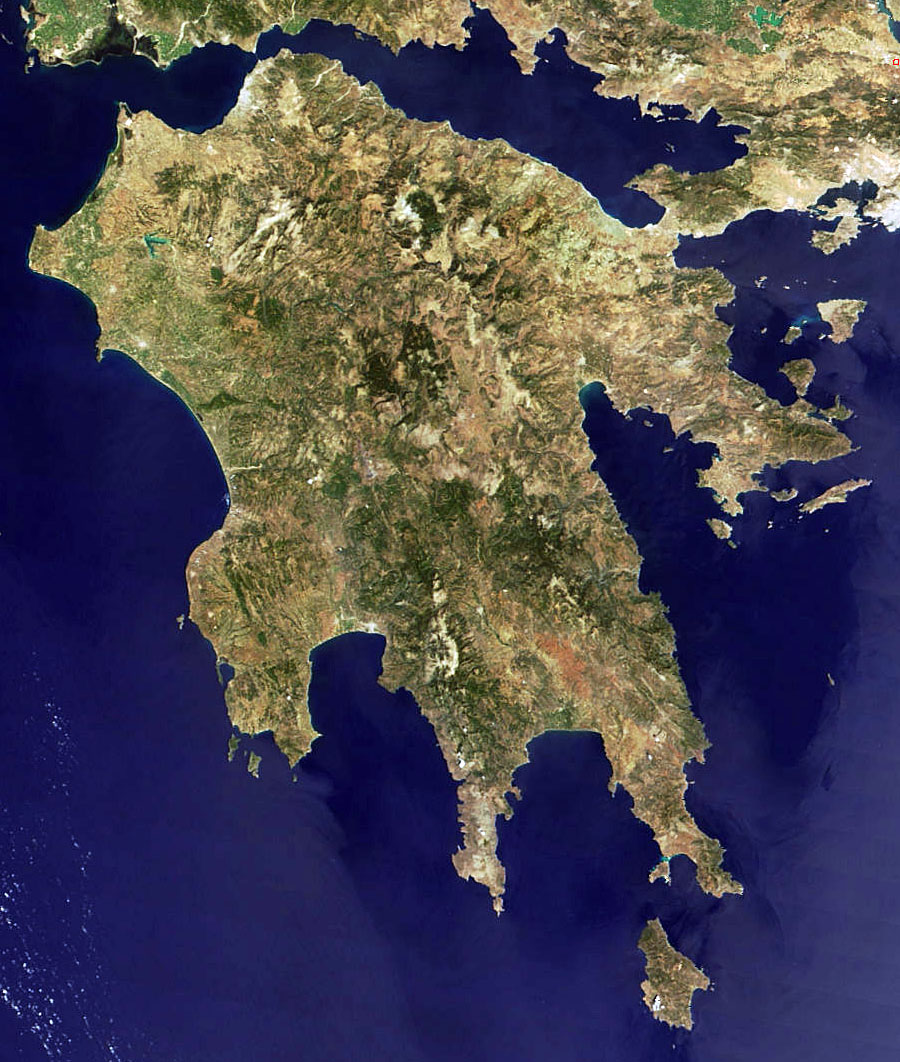
A Peloponnészoszi-félsziget az űrből

A félsziget területe 21 549 km². A Peloponnészosz alkotja a kontinentális Görögország déli részét, bár szűk értelemben véve ez nem igaz, hiszen a Korinthoszi-csatorna megépítése (1893) óta a Peloponnészosz tulajdonképpen sziget, azaz nem érintkezik az európai szárazfölddel.
A csatorna a Korinthoszi iszthmoszt vágta át, egy keskeny földhidat, amely a történelmi időkben a Peloponnészosz egyetlen kapcsolata volt a görög szárazfölddel. 2004-ben adták át a Peloponnészoszt a szárazfölddel északon összekötő Río–Andírio hidat.
A félsziget partvidéke erősen tagolt, belső területe jórészt hegyvidék. Legmagasabb pontja a Tajgetosz-hegységben van (2404 m). A Peloponnészosznak négy déli irányban futó félszigete van: Messzénia, a Mani-félsziget, a Malea-fok (vagy Epidaurosz Limera) és északkeleten az Argolisz.
Partjai közelében két szigetcsoport terül el: keletre az Argo-Szaronikosz szigetek, nyugatra a Jón-szigetek (ez utóbbiakhoz tartozik a Peloponnészosztól délre fekvő Küthéra szigete is).
Gyakoriak a földrengések errefelé (lásd: 2008-as peloponnészoszi földrengés).

## Történelme

### Nevei
Mai neve a görög mitológiából származik, nevezetesen a Pelopsz nevű hős történetéből, aki a monda szerint meghódította a területet. A Peloponnészosz név azt jelenti: Pelopsz szigete. A középkorban máshogy nevezték: neve Morea volt. A nép etimológia szerint ezt a nevet azért kapta, mert amikor a keresztesek ideérkeztek, sok eperfát találtak itt (az eperfa görög neve moreai), amelyeket a virágzó selyemipar hasznosított.

### Ókori története

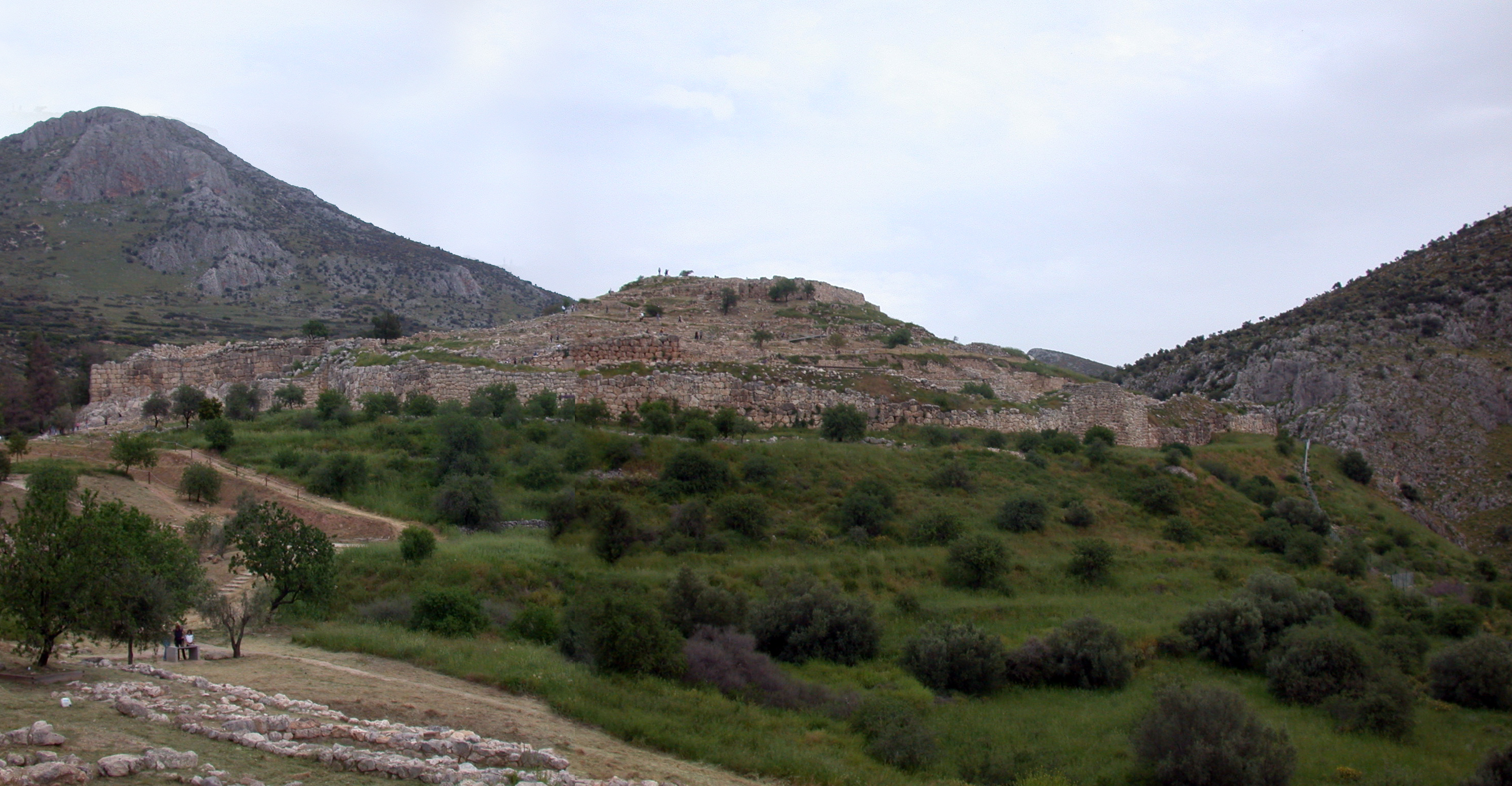
Mükéné vára

A félszigetet a történelem előtti időktől lakják. A legkorábbi idők görög civilizációja, a bronzkori égei civilizáció, vagy mükénéi kultúra központja a peloponnészoszi Mükéné volt, a félsziget északkeleti csücskében. A görög klasszikus antikvitás virágkorában a Peloponnészosz az események középpontjában állt nagyhatalmú városállamai miatt. Sorsdöntő, véres csatákat vívtak területén. Itt volt az ókori Spárta, Korinthosz, Argosz és Megalopolisz és a félsziget volt a Peloponnészoszi Szövetség magja. A félsziget részt vett a görög–perzsa háborúkban, majd i. e. 431 és 404 közt a peloponnészoszi háború hadszínterévé vált.
A felemelkedő Róma i. e. 146-ban hódította meg. A félszigetből lett Achaea provincia. Ezt követően a Peloponnészosz évszázadokra a Bizánci Birodalom része lett.

### Bizánc és aOszmán Birodalom
A bizánciaktól később a félsziget bizonyos területeit a Velencei Köztársaság szerezte meg. A frankok 1205-ben alapították meg Achaea hercegséget a Peloponnészosz északi felében. A velenceiek több kikötővárost alapítottak, amelyek a 15. századig virágoztak, mint Monemvaszia, Pülosz és Koroni. A bizánciak a félsziget déli részét tudták megtartani és ezeket a területeket a Spárta közelében lévő megerődített városból, Müsztraszból kormányozták. A 13. század közepétől a 15. század közepéig uralmuk szilárd volt, 1458 és 1460 közt azonban összeomlott a Peloponnészoszon az oszmán törökök támadásai alatt.
1669 és 1718 között a félsziget bizonyos részeit ismét a velenceiek vették birtokukba, elfoglalva a törököktől, de a török uralom ekkor még erős volt ebben a régióban, bár időnként felkelések törtek ki ellene a Mani-félszigeten, a Peoloponnészosz legdélibb részén.

## Régészeti feltárási helyei

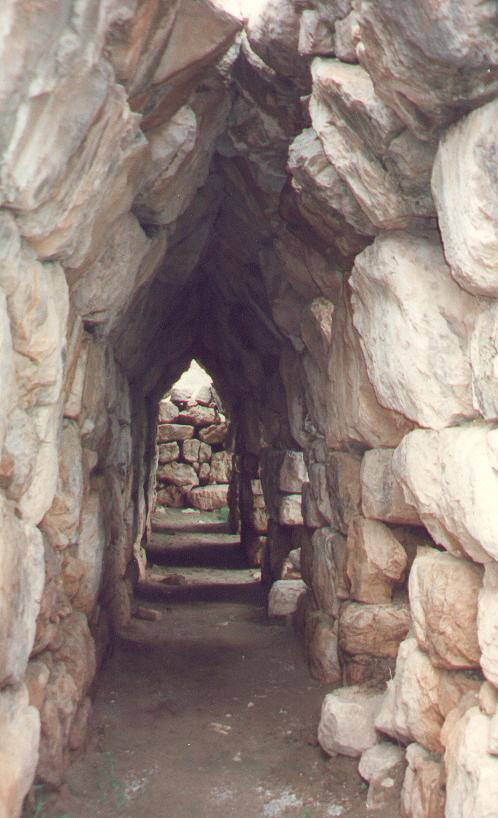
Tirünsz

A félszigeten jelentős feltárási helyek vannak különböző korokból, a bronzkortól a középkorig. A legjelentősebbek:
- Bassai (ókori város Epikúriosz Apolló templomával)
- Korinthosz (ókori város)
- Epidaurosz (ókori vallásos központ, gyógyhely, színházzal)
- Messzéna (ókori város)
- Misztra (ókori város Spárta közelében)
- Monemvaszia (középkori erődváros)
- Mükéné (város, vár az égei civilizáció korából)
- Olümpia (az olümpiai játékok első színhelye)
- Pülosz (Nesztór palotája)
- Tegea (ókori város, vallási központ)
- Tirünsz (ókori város, vár)

## Közigazgatási beosztása

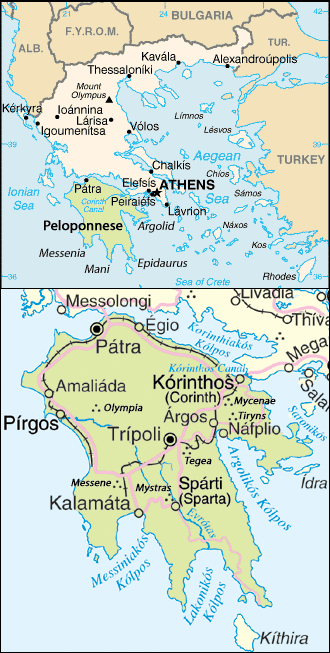
Görögország és a Peloponnészosz

A Peloponnészoszi-félszigetet közigazgatásilag hét prefektúrára (görögül νομοί [nomoi]) osztották. A hét prefektúra két régióba esik.
- Peloponnészosz régió:
  - Árkádia
  - Argolisz
  - Korinthia
  - Lakonía
  - Messzénia
- Nyugat-Görögország régió:
  - Akhaia
  - Élisz
- A félsziget keleti részének egy apró területe a Szaróni szigetekkel együtt Attika régióhoz tartozik.

### Városok
A félsziget fontosabb városai a 2001-es cenzus népességadataival:
- Pátra (169 242 lakos)
- Kalamáta (54 065)
- Korinthosz (30 434)
- Trípoli (28 976)
- Árgosz (25 068)
- Pürgosz (24 765)
- Aigion  (21 966)
- Spárta (16 473)
- Návplio (13 124)